# Giuseppe Cainero
Giuseppe Cainero   (Nimis, 31 de juliol de 1932 - Venaria Reale, 21 de maig de 2020) va ser un ciclista italià que fou professional entre 1956 i 1961. Gregari de Fausto Coppi i Nino Defilippis, en el seu palmarès destaca la victòria al Campionat de Zúric de 1958.
Una vegada retirat es va incorporar a la Policia Municipal de Venaria Reale.

## Palmarès
- 1956
  - 2n a la Milà-Vignola
  - 2n al Campionat de Zúric
  - 3r al Giro del Ticino
- 1958
  - 1r del Campionat de Zúric

### Resultats al Giro d'Itàlia
- 1956. 37è de la classificació general